# Stazione di Treviso Porta Santi Quaranta
A Stazione di Treviso Porta Santi Quaranta vasútállomás Olaszországban, Veneto régióban, Treviso településen található.

## Vasútvonalak
Az állomást az alábbi vasútvonalak érintik:
- Belluno–Feltre–Treviso-vasútvonal
- Treviso-Ostiglia-vasútvonal
- Vicenza-Treviso-vasútvonal

## Kapcsolódó állomások
A vasútállomáshoz az alábbi állomások vannak a legközelebb: 
- Stazione di Paese-Castagnole (Stazione di Montebelluna, Belluno–Feltre–Treviso-vasútvonal)
- Stazione di Treviso Centrale (nincs)
- Stazione di Quinto di Treviso (Stazione di Ostiglia (1911), Treviso-Ostiglia-vasútvonal)
- Stazione di Paese (Stazione di Vicenza, Vicenza-Treviso-vasútvonal)